# Вестфорд (округ Додж, Вісконсин)
Вестфорд (англ. Westford) — місто (англ. town) в США, в окрузі Додж штату Вісконсин. Населення — 1313 особи (2020).

## Демографія
Згідно з переписом 2010 року, у місті мешкало 1228 осіб у 517 домогосподарствах у складі 382 родин. Було 702 помешкання
Расовий склад населення:
| - 98,0 % — білих - 0,7 % — чорних або афроамериканців - 0,2 % — корінних американців |

До двох чи більше рас належало 0,7 %. Частка іспаномовних становила 1,2 % від усіх жителів.
За віковим діапазоном населення розподілялося таким чином: 18,2 % — особи молодші 18 років, 64,0 % — особи у віці 18—64 років, 17,8 % — особи у віці 65 років та старші. Медіана віку мешканця становила 48,7 року. На 100 осіб жіночої статі у місті припадало 119,7 чоловіків;  на 100 жінок у віці від 18 років та старших — 115,5 чоловіків також старших 18 років.
Середній дохід на одне домашнє господарство  становив 88 508 доларів США (медіана — 64 716), а середній дохід на одну сім'ю — 82 418 доларів (медіана — 75 398). Медіана доходів становила 60 560 доларів для чоловіків та 45 972 долари для жінок. За межею бідності перебувало 7,9 % осіб, у тому числі 8,8 % дітей у віці до 18 років та 10,2 % осіб у віці 65 років та старших.
Цивільне працевлаштоване населення становило 609 осіб. Основні галузі зайнятості: виробництво — 24,0 %, освіта, охорона здоров'я та соціальна допомога — 14,6 %, сільське господарство, лісництво, риболовля — 13,0 %.